# Ейдан Тернер
Е́йдан Те́рнер (англ. Aidan Turner; нар. 19 червня 1983, Клондолкін, Південний Дублін, Ірландія) — ірландський актор, відомий завдяки участі в серіалах «Відчайдушні романтики» (2009), «Бути людиною» (2008—2013), «Полдарк»(2015-1019), «Суперники» (з 2024) та роллю Кілі в трилогії Пітера Джексона«Хоббіт» (2012-2014).

## Біографія та кар'єра
Ейдан Тернер народився 19 червня 1983 року в південній частині Дубліна Клондолкіні. Інтерес до кінематографу у Тернера виник після досвіду роботи в комплексі «UCI cinema». У 2004 році він закінчив школу акторської майстерності «The Gaiety» в Дубліні і того ж року почалася акторська кар'єра Тернера в Ірландському національному театрі «Abbey».
У 2007 році Ейдан Тернер уперше з'явився на телеекрані в ролі італійця Бедолі в історичному багатосерійному проекті «Тюдори». Потім він з'явився в образі художника-бунтаря Данте Габрієля Росетті в серіалі «Відчайдушні романтики», дія якої розгортається у Великій Британії XIX столітті. У 2008 році Тернер знявся в ірландському драматичному серіалі «Клініка», а через рік зіграв вампіра Джона Мітчелла у багатосерійному комедійному фільмі жахів «Бути людиною».
У 2008-ому Тернер дебютував у великому кіно головною роллю у фільмі «Тривога» (режисер Жерар Стембрідж). Всесвітньо відомим актор став після ролі гнома Кілі в трилогії режисера Пітера Джексона «Хоббіт».
У 2014 році Ейдан Тернер став переможцем Empire Awards у номінації «Найкращий чоловічий дебют» за роль у фільмі «Хоббіт». Тернер — двічі лауреат Премії Гільдії радіомовної преси (англ. Broadcasting Press Guild Award) у номінації «Прорив року» за участь у серіалах «І нікого не стало» та «Полдарк», а також Національної телевізійної премії (англ. National Television Awards) за роботу в серіалу «Полдарк».
У липні 2017 Ейдан тернер увійшов до складу журі Національної конкурсної програми 8-го Одеського міжнародного кінофестивалю.

### Особисте життя
Ейдан Тернер перебував у відносинах з актрисами Індією Віскер (2004), Шарлін Маккенною (2007—2009), Леонорою Крічлоу (2009—2011) та Сарою Грін (2011—2015).

## Фільмографія
| Рік        |    | Українська назва                                  | Оригінальна назва                              | Роль                             |
| ---------- | -- | ------------------------------------------------- | ---------------------------------------------- | -------------------------------- |
| 2007       | с  | Тюдори                                            | The Tudors                                     | Бедолі (Серія: "In Cold Blood")  |
| 2007 —2008 | с  | Клініка                                           | The Clinic                                     | Рорі Макговен (18 серій)         |
| 2007       | кф | Звук людей                                        | The Sound of People                            | батько                           |
| 2007       | кф | Маттерборн                                        | Matterhorn                                     | Теодоро                          |
| 2008       | ф  | Тривога                                           | Alarm                                          | Мел                              |
| 2009       | с  | Відчайдушні романтики                             | Desperate Romantics                            | Данте Габрієль Росетті (6 серій) |
| 2009 —2011 | с  | Бути людиною                                      | Being Human                                    | Мітчелл (22 серії)               |
| 2011       | тф | Гетті                                             | Hattie                                         | Джон Скофілд                     |
| 2012       | ф  | Хоббіт: Несподівана подорож                       | The Hobbit: An Unexpected Journey              | Кілі                             |
| 2013       | ф  | Знаряддя смерті: Місто кісток                     | The Mortal Instruments: City of Bones          | Люк Герровей / Люціан Греймарк   |
| 2013       | ф  | Хоббіт: Пустка Смога                              | The Hobbit: The Desolation of Smaug            | Кілі                             |
| 2014       | ф  | Хоббіт: Битва п'яти воїнств                       | The Hobbit: The Battle of the Five Armies      | Кілі                             |
| 2015       | с  | І не лишилось жодного                             | And Then There Were None                       | Філіп Ломбард (3 серії)          |
| 2015 —2019 | с  | Полдарк                                           | Poldark                                        | Росс Полдарк (43 серії)          |
| 2016       | ф  | Щоденник Роуз                                     | The Secret Scripture                           | Джек Макналті                    |
| 2017       | ф  | З любов'ю, Вінсент                                | Loving Vincent                                 | човняр                           |
| 2018       | ф  | Людина, яка вбила Гітлера, а потім снігову людину | The Man Who Killed Hitler and Then the Bigfoot | Келвін Барр                      |
| 2019       | ф  | Любов спіпа                                       | Love Is Blind                                  | Расселл                          |
| 2021       | с  | Леонардо                                          | Leonardo                                       | Леонардо да Вінчі (8 серій)      |
| 2022       | с  | Підозрюваний                                      | The Suspect                                    | Джо О'Локлін (5 серій)           |
| 2023       | с  | П'ятнадцять-нуль                                  | Fifteen-Love                                   | Гленн Лапторн (6 серій)          |
| 2024       | с  | Суперники                                         | Rivals                                         | Деклан О'Хара (8 серій)          |
|            | ф  | Остання планета                                   | The Way of the Wind                            | святий Андрій                    |

## Визнання
| Нагороди та номінації Ейдана Тернера | Нагороди та номінації Ейдана Тернера | Нагороди та номінації Ейдана Тернера | Нагороди та номінації Ейдана Тернера |
| Рік                                  | Категорія                            | Фільм                                | Результат                            |
| ------------------------------------ | ------------------------------------ | ------------------------------------ | ------------------------------------ |
| Премія «Імперія»                     |                                      |                                      |                                      |
| 2014                                 | Найкращий чоловічий дебют            | Хоббіт: Пустка Смога                 | Перемога                             |
| Премія Гільдії радіомовної преси     |                                      |                                      |                                      |
| 2016                                 | Прорив року                          | І нікого не стало та Полдарк         | Перемога                             |